# Constitución del Diecisiete
Constitución del Diecisiete är en ort i Mexiko.   Den ligger i kommunen Güémez och delstaten Tamaulipas, i den centrala delen av landet, 500 km norr om huvudstaden Mexico City. Constitución del Diecisiete ligger 230 meter över havet och antalet invånare är 266.
Terrängen runt Constitución del Diecisiete är platt. Runt Constitución del Diecisiete är det mycket glesbefolkat, med 2 invånare per kvadratkilometer. Närmaste större samhälle är Ciudad Victoria, 19,2 km väster om Constitución del Diecisiete. Trakten runt Constitución del Diecisiete består till största delen av jordbruksmark.